# Alchemilla gunae
Alchemilla gunae é uma espécie de rosácea do gênero Alchemilla, pertencente à família Rosaceae.